# Delia chortophilina
Delia chortophilina är en tvåvingeart som först beskrevs av Willi Hennig 1969.  Delia chortophilina ingår i släktet Delia och familjen blomsterflugor. Inga underarter finns listade i Catalogue of Life.